# Wan Jianhui
Wan Jianhui (en chino: 萬 建輝; 3 de enero de 1975) es un deportista chino que compitió en halterofilia.
Ganó dos medallas de bronce en el Campeonato Mundial de Halterofilia, en los años 1997 y 1998. Participó en dos Juegos Olímpicos de Verano, en los años 1996 y 2000, ocupando el séptimo lugar en Atlanta 1996, en la categoría de 70 kg.

## Palmarés internacional
| Campeonato Mundial | Campeonato Mundial     | Campeonato Mundial | Campeonato Mundial |
| Año                | Lugar                  | Medalla            | Categoría          |
| ------------------ | ---------------------- | ------------------ | ------------------ |
| 1997               | Chiang Mai (Tailandia) | Medalla de bronce  | 70 kg              |
| 1998               | Lahti (Finlandia)      | Medalla de bronce  | 69 kg              |